# Rötliches Seidenglanzmoos
Das Rötliche Seidenglanzmoos (Orthothecium rufescens) ist eine Laubmoos-Art aus der Familie Plagiotheciaceae.

## Merkmale
Orthothecium rufescens ist eine auffällige, kräftige Art mit meist kupferroter, nur im Schatten bräunlich- bis gelbgrüner Färbung. Sie bildet lockere, oft ausgedehnte Rasen. Die Stämmchen sind bis 10 Zentimeter lang und spärlich verzweigt. Die aufrecht abstehenden Blätter sind bis 4 Millimeter lang, lanzettlich, gleichmäßig in die lange Spitze ausgezogen und deutlich längsfaltig. Die Blattränder sind ganzrandig, die Rippe fehlt gewöhnlich, seltener kann sie kurz und doppelt angedeutet sein. Die Blattzellen sind linear, 4 bis 5 Mikrometer breit und 70 bis 100 Mikrometer lang, am Blattgrund sind sie kürzer und getüpfelt.
Die Geschlechterverteilung ist diözisch. Sporogone sind eher selten. Die Kapsel auf der purpurnen Seta ist aufrecht und zylindrisch, der Kapseldeckel kegelig und kurz geschnäbelt.

## Standortansprüche
Die Art wächst an lichtreichen bis schattigen, feuchten bis nassen Kalk- und Dolomitfelsen. Häufige Begleitarten sind Barbula crocea, Gymnostomum aeruginosum oder Hymenostylium recurvirostrum.

## Verbreitung
Das Moos hat sein Verbreitungsgebiet auf der Nordhalbkugel in Zentral- und Nordeuropa, dem nördlichen Asien und in Nordamerika.
Als Gebirgsmoos ist es in Deutschland, Österreich und der Schweiz in den Alpen häufig und oft in großen Beständen zu finden; außerhalb der Alpen ist es selten.